# La Rivista degli Scacchi
La Rivista degli Scacchi è stata la prima rivista scacchistica italiana. Fu fondata a Roma da Serafino Dubois e Augusto Ferrante nel gennaio 1859 e uscì, con regolarità ogni quindici giorni, fino a dicembre.
L'abbonamento costava 3 scudi in Roma e 3 scudi e 24 fuori di Roma.